# Walahfrid Strabo

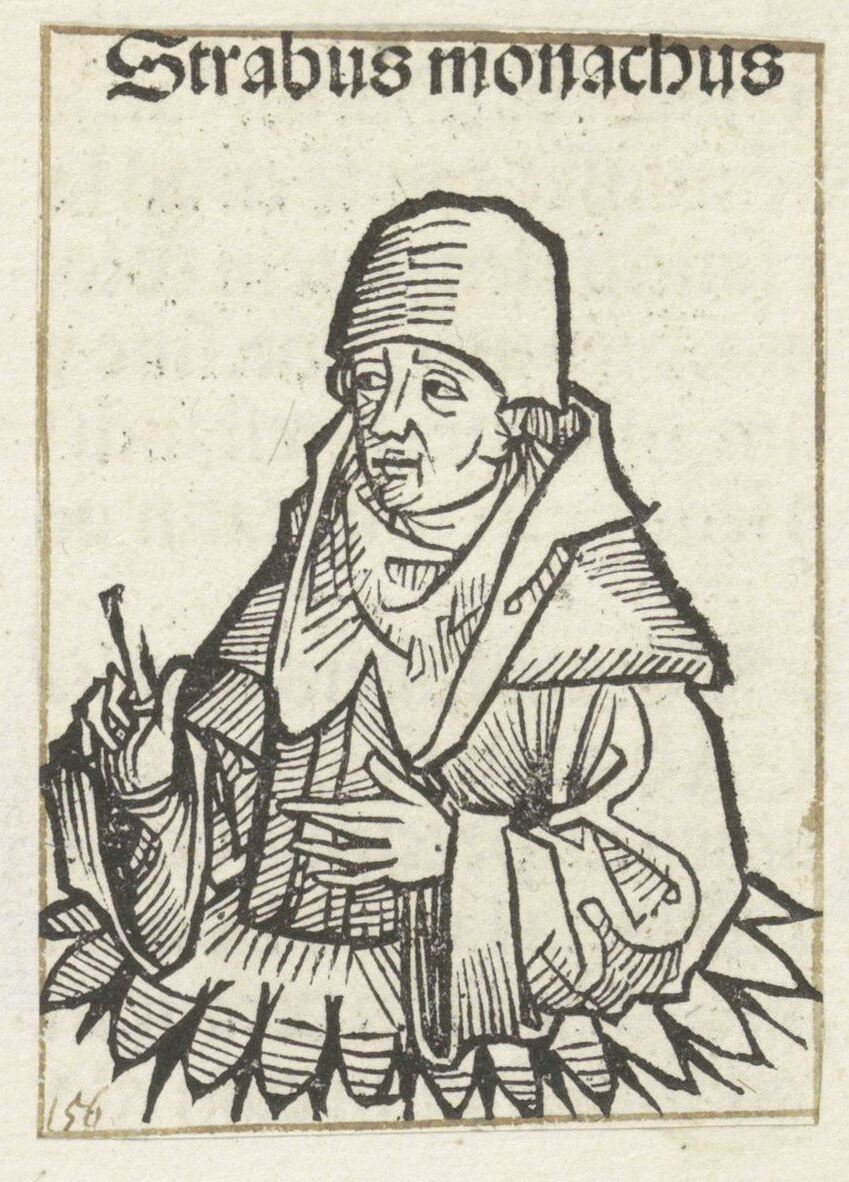
Abbildung im Liber Chronicarum

Walahfrid von der Reichenau (auch Walahfried oder Walafried), latinisiert (Walafridus) Strabo (deutsch Walachfried der Schieler) oder – wie er sich selbst auch nannte – Strabus, (* 807 in Schwaben; † 18. August 849 in der Loire im westfränkischen Reich) war ein Benediktiner, Dichter, Botaniker, Diplomat und von 842 bis 849 Abt des Klosters Reichenau.

## Leben
Walahfrid war von niederer, alemannischer Herkunft und wurde am Bodensee geboren. Bereits im Kindesalter wurde er von seinen Eltern als Oblate in das Kloster in Reichenau gegeben. Nachdem er 823/824 seine Profess abgelegt hatte, begab er sich 825 zum Studium in das Kloster Fulda, wo er von Rabanus Maurus unterrichtet wurde. Dort lernte er Gottschalk von Orbais kennen, mit dem er in lebenslanger Freundschaft, die in zahlreichen Gedichten ihren Niederschlag fand, verbunden blieb. In den Jahren 829 bis 838 befand er sich am Hof Kaiser Ludwigs des Frommen in Aachen und war dort Kapellan der Kaiserin Judith. Traditionell galt er auch als Erzieher Karls des Kahlen. Dies scheint jedoch durch die neuere Forschung widerlegt. Nicht nur in Fulda, sondern auch in Aachen quälten ihn große Heimwehgefühle nach der Insel Reichenau, die er in seinem persönlichsten Gedicht, dem Metrum Saphicum zum Ausdruck brachte.
Kaiser Ludwig der Fromme ernannte Walahfrid 838 zum Abt des Klosters Reichenau, um ihn für seine treuen Dienste am Hofe zu entlohnen. Dies widersprach jedoch dem Recht des Konvents auf freie Abtswahl. Die Konventsmitglieder widersetzten sich dem Wunsch des Kaisers und wählten stattdessen Ruadhelm zum Nachfolger Abt Erlebalds.
Als es nach dem Tod Ludwigs des Frommen zwischen seinen Söhnen zum Streit um die Reichsaufteilung kam, schlug sich Walahfrid Strabo auf die Seite Lothars I. und war deshalb gezwungen, das Kloster Reichenau wieder zu verlassen, da dieses im Machtbereich Ludwigs des Deutschen lag. Er befand sich fast zwei Jahre im Exil in Speyer, bevor er sich unter der Vermittlung Grimalds mit Ludwig dem Deutschen versöhnte, 842 wieder auf die Reichenau zurückkehren und sein Amt als Abt aufnehmen konnte.
Im Alter von 42 Jahren ertrank Walahfrid am 18. August 849 in der Loire. Damit verlor die Insel Reichenau viel von ihrer Bedeutung als eines der wichtigen Zentren der abendländischen Religion.

## Autograph
Lange Zeit galt Cod. Sang. 878 als das Vademecum Walahfrids. Seine Hand (Sigle W) wurde von Bernhard Bischoff in vier Entwicklungsstufen geteilt. Allerdings tritt der Schreiber W in keiner weiteren Handschrift der Reichenau auf. Zudem macht er auffällige Sprachfehler im Latein. Als Kopist einer heute in Rom aufbewahrten Handschrift trennt der von Bischoff als W identifizierte Schreiber die lateinischen Wörter der in scriptura continua geschriebenen Vorlage falsch. Diese Fehler werfen Zweifel auf, da Walahfrid Strabo als einer der begabtesten lateinischen Autoren seiner Zeit gilt und solche Irrtümer bei ihm ungewöhnlich wären.
Johanne Authenrieth machte in der Faksimileausgabe des Reichenauer Verbrüderungsbuchs auf die Schriftgleichheit des von ihr als „HB1“ bezeichneten Schreibers mit dem Hauptschreiber der in Karlsruhe aufbewahrten Vita Bonifatii und dem Hauptschreiber des St. Galler Klosterplans aufmerksam. Ebenso wies sie diesem Schreiber in einer Fußnote auch die Beschriftungen der Zeichnungen im sogenannten Zürcher Adamnan zu. Der Schreiber trägt einen einzelnen Namen in Capitalis rustica ein, den Namen VVALAHFRID. Auch die anderen Handschriften haben einen Bezug zu Walahfrid. Der "Zürcher Adamnan" beispielsweise wurde Reginbert laut einem Bibliothekskatalog von ihm geschenkt.
Tino Licht konnte schließlich sowohl philologisch als auch paläographisch gestützt das Autograph Walahfrids bestimmen: Walahfrid ist die karolingische Hand („Hand S“) im St. Galler Klosterplan, der Schreiber der Beischriften im Zürcher Adamnan sowie mindestens zweier weiterer Handschriften.
Liste der Handschriften mit Walahfrids Autograph:
- St. Gallen, Stiftsbibliothek, 1092, „St. Galler Klosterplan“
- Zürich, Zentralbibliothek, Rh. 73, „Zürcher Adamnan“
- Karlsruhe, Badische Landesbibliothek, Aug. CXXXVI
- Zürich, Zentralbibliothek, Rh. hist. 27, “Reichenauer Verbrüderungsbuch”

Auf der Website der Abteilung Lateinische Philologie des Mittelalters und der Neuzeit der Universität Heidelberg kann man sich in einer digitalen Ausstellung die Schriftmerkmale Walahfrids genauer anschauen.

## Ehrungen
Nach ihm benannt ist die Pflanzengattung Walafrida E.Mey. aus der Familie der Braunwurzgewächse (Scrophulariaceae). Zwei Schulen tragen Strabos Namen, die Walahfrid Strabo Schule in Reichenau und das Walahfrid-Strabo-Gymnasium in Rheinstetten.

## Werke
Walahfrid zählt zu den bedeutendsten Dichtern der karolingischen Renaissance.
824 verfasste er die Visio Wettini, welche in lateinischen Hexametern die zunächst von dem resignierten Abt Heito in Prosa festgehaltene Sterbevision seines Lehrers Wetti wiedergibt. Walahfrids Werk ist die früheste dichterische Umsetzung einer mittelalterlichen Jenseitsvorstellung; er gab damit den Anstoß zum Wiederaufleben einer Gattung, die in der Divina commedia Dantes ihren unüberbietbaren Gipfelpunkt erreichen sollte. In der Visio wird geschildert, wie Wetti unter Führung eines Engels durch die Unterwelt wandert und dort die Bestrafung der verschiedensten Sünder beobachtet, unter ihnen auch Karl der Große. In der Einleitung bietet Walahfrid eine Übersicht über die Geschichte der Insel Reichenau sowie Kurzbiographien Heitos und des „regierenden“ Abtes Erlebald.
Um 840 schrieb er den Liber de cultura hortorum („Buch über die Kultivierung der Gärten“), auch bekannt als Hortulus, eines der bedeutendsten botanischen und gartenkundlichen Werke des christlich-europäischen Mittelalters. In Versform sind in diesem Werk 24 Heilpflanzen aufgeführt.
Ein weiteres bedeutendes Werk ist De imagine Tetrici, eine Kritik an der von Karl dem Großen veranlassten Überführung der Statue des Ostgotenkönigs Theoderichs des Großen von Ravenna nach Aachen.
Die Glossa ordinaria, das mittelalterliche Standardwerk zur Bibelauslegung, wurde ihm bis ins 20. Jahrhundert fälschlich zugeschrieben (so in Migne, Patrologia Latina Bd. 113 und 114).

### Handschriften
De cultura hortorum ist in sieben Handschriften überliefert:
- Augsburg, Staats- und Stadtbibliothek, 2° Cod. 133, Bl. 46v–58v (1479) [A].
- Herrnstein bei Siegburg, Gräflich Nesselrode’sche Bibliothek, Ms. 192, Bl. 83vb–86va (12. Jahrhundert; Kriegsverlust).
- Leipzig, Universitätsbibliothek, Rep. I. 53, Bl. 1r–10r (2. Dr. 10 . Jh.) [L].
- München, Staatsbibliothek, Clm 666, Bl. 1r–12v (1463, Abschrift des Leipziger Codex von Hartmann Schedel) [M].
- Rom (Vatikanstadt), Bibliotheca Apostolica Vaticana, Cod. Pal. lat. 1519, Bl. 85va–88vb (10. Jh.) [K].
- Rom (Vatikanstadt), Bibliotheca Apostolica Vaticana, Cod. Regin. lat. 469, Bl. 29v–39r (2. Dr. 9. Jh.) [C].
- Privatbesitz, o. O., 1 Pergamentblatt, Vers 23–99 auf der Versoseite (um 1000) [F].

### Frühe Drucke
- Strabi Galli, poeta et theologie doctissimi, ad Grimaldum Coenobii S. Galli abbatem Hortulus, Wien 1510 (daher der Titel Hortulus, unter dem das Werk in der Neuzeit bekannt wurde); Reprint München 1926; Reprint Reichenau 1974.
- Strabi Fuldensis monachi, poetae suavissimi, quondam Rabani Mauri auditoris, Hortulus, nuper apud Helvetios in S. Galli monasterio repertus, qui carminis elegantia tam est delectabilis quam doctrinae cognoscendarum quarundam herbarum varietate utilis, Nürnberg 1512.
- Basel 1527 und Freiburg 1530 als Anhang zu Odo von Meungs De herbarum virtutibus mit einem Kommentar Scholia in Strabi Hortulum von Johannes Atrocianus.

### Werkausgaben und Übersetzungen
- Walafridi Strabi Fuldensis monachi opera omnia ex editione Duacensi et collectionibus Mabillonii, Dacherii, Goldasti, etc. nunc primum in unum coadunata accurante J.-P. Migne. 2 Bde. Paris 1879 (= Patrologia Latina. Band 113–114).
- Walahfridi Strabi carmina. In: Poetae Latini medii aevi 2: Poetae Latini aevi Carolini (II). Herausgegeben von Ernst Dümmler. Berlin 1884, S. 259–473 (Monumenta Germaniae Historica, Digitalisat)
- Vita Galli confessoris triplex. III: Vita auctore Wahlafrido. In: Bruno Krusch (Hrsg.): Scriptores rerum Merovingicarum 4: Passiones vitaeque sanctorum aevi Merovingici (II). Hannover 1902, S. 280–337 (Monumenta Germaniae Historica, Digitalisat)
- De cultura hortorum (Über den Gartenbau). Reclam, Stuttgart 2002, ISBN 3-15-018199-2.
- De cultura hortorum (Hortulus). Das Gedicht vom Gartenbau. Eingeleitet und herausgegeben von W. Berschin unter Mitarbeit von T. Licht, mit Pflanzenbildern von C. Erbar und einem Beitrag von W. Fels. 3., erweiterte Auflage. Mattes, Heidelberg 2023, ISBN 978-3-86809-191-5.
- De imagine Tetrici. Das Standbild des rußigen Dietrich. Eingeleitet, herausgegeben, übersetzt und kommentiert von T. Licht, Heidelberg 2020, ISBN 978-3-86809-164-9.
- Hortulus. Vom Gartenbau, erstmals veröffentlicht durch Joachim von Watt. Hrsg., übersetzt und eingeleitet von Werner Näf und Matthäus Gabathuler. St. Gallen 1942; 2. Auflage ebenda 1957; auch in: Hans-Dieter Stoffler (Hrsg.): Der Hortulus des Walahfrid Strabo. Aus dem Kräutergarten des Klosters Reichenau. Mit einem Beitrag von Theodor Fehrenbach, Sigmaringen 1978 (2. Aufl. Darmstadt 1985, 3. Aufl. Sigmaringen 1989, 4. Aufl. ebenda 1996), S. 74–102.
- Visio Wettini (Die Visionen Wettis) Einführung. Lateinisch-deutsche Ausgabe und Erläuterungen von Hermann Knittel. 3., erweiterte Auflage. Mattes, Heidelberg 2009, ISBN 978-3-86809-013-0.
- Vita sancti Otmari. In: Georg Heinrich Pertz u. a. (Hrsg.): Scriptores (in Folio) 2: Scriptores rerum Sangallensium. Annales, chronica et historiae aevi Carolini. Hannover 1829, S. 41–47 (Monumenta Germaniae Historica, Digitalisat) (834–838; Überarbeitung des um 830 von Gozbert verfassten Originals).
- Libellus de exordiis et incrementis quarundam in observationibus ecclesiasticis rerum. (Lateinisch/englische Ausgabe und Kommentar hrsg. von Alice L. Harting-Correa. Brill, Leiden u. a. 1996, ISBN 90-04-09669-8).
- Metrum Saphicum (Lob der Reichenau; Lateinisch/deutsche/alemannische Ausgabe von Bruno Epple. Gessler, Friedrichshafen 2001, ISBN 3-86136-051-9).
- Zwei Legenden. Versus Strabi de beati Blaithmaic vita et fine; De vita et fine Mammae monachi. 2., erweiterte Auflage. Mattes, Heidelberg 2012, ISBN 978-3-86809-014-7.
- Vita Sancti Galli / Das Leben des Heiligen Gallus (lateinisch/deutsch). Reclam, 2012, ISBN 3-15-018934-9.

### Sekundärliteratur
- Konrad Beyerle: Von der Gründung bis zum Ende des freiherrlichen Klosters (724–1427). In: Konrad Beyerle (Hrsg.): Die Kultur der Abtei Reichenau. Erinnerungsschrift zur zwölfhundertsten Wiederkehr des Gründungsjahres des Inselklosters 724–1924. 1. Teilband. Verlag der Münchner Drucke, München 1925, S. 92–108.
- Walter Berschin: Walahfrid Strabo und die Reichenau. „Augia felix“. (= Spuren; Band 49). Dt. Schillergesellschaft, Marbach 2000, ISBN 3-933679-45-1.
- Arno Borst: Mönche am Bodensee. 610–1525. Thorbecke, Sigmaringen 1978, ISBN 3-7995-5005-4 (und mehrere spätere Ausgaben).
- Albrecht Diem: Die “Regula Columbani” und die “Regula Sancti Galli”. Überlegungen zu den Gallusviten in ihrem karolingischen Kontext. In: P. Erhart, J. Kuratli, K. Schmuki, F. Schnoor und E. Tremp (Hrsg.): Gallus und seine Zeit. Leben, Wirken, Nachleben (= Monasterium Sancti Galli; 7). Verlag am Klosterhof, St. Gallen 2015, ISBN 978-3-90590-613-4, S. 67–99.
- Irmgard Fees: War Walahfrid Strabo der Lehrer und Erzieher Karls des Kahlen? In: Matthias Thumser/Annegret Wenz-Haubfleisch/Peter Wiegand (Hrsg.): Studien zur Geschichte des Mittelalters. Jürgen Petersohn zum 65. Geburtstag. Theiss, Stuttgart 2000, ISBN 3-8062-1448-4, S. 42–61.
- Curt M. Genewein: Des Walafrid Strabo von der Reichenau "Hortulus" und seine Pflanzen, München 1947 (Diss. med.)
- Alf Önnerfors: Walahfrid Strabo als Dichter. In: Helmut Maurer (Hrsg.): Die Abtei Reichenau. Neue Beiträge zur Geschichte und Kultur des Inselklosters (= Bodensee-Bibliothek; Bd. 20). Thorbecke, Sigmaringen 1974, ISBN 3-7995-6709-7, S. 83–113
- Ernst Tremp: Walahfrid Strabo. In: Neue Deutsche Biographie (NDB). Band 27, Duncker & Humblot, Berlin 2020, ISBN 978-3-428-11208-1, S. 271 f. (Digitalisat).
- Georg Schwarz: Walafried Strabo, in dsb., Die ewige Spur. Dichterprofile eines deutschen Stammes. Piper, München 1946 u.ö., S. 5–11
- Hans-Dieter Stoffler: Der Hortulus des Walahfried Strabo. Aus dem Kräutergarten des Klosters Reichenau mit einem Beitrag von Theodor Fehrenbach. Thorbecke, Sigmaringen 1978 usw. (1997, ISBN 3-7995-3506-3).
- Karl Sudhoff: Codex medicus Hertensis (Ms. 192). Handschriftstudie. In: Archiv für Geschichte der Medizin. Band 10, 1917, S. 265–313.
- Benedikt Conrad Vollmann: Ein neues Fragment von Walahfrid Strabos Gedicht De cultura hortorum. In: Aevum. Rassegna di scienze storiche, linguistiche e filologiche, 79. Jg. Nr. 2, 2005, S. 283–292 (zu [F]).
- Wilhelm Wattenbach: Walahfrid Strabo. In: Allgemeine Deutsche Biographie (ADB). Band 40, Duncker & Humblot, Leipzig 1896, S. 639 f.
- Klaus-Gunther Wesseling: Walafrid Strabo. In: Biographisch-Bibliographisches Kirchenlexikon (BBKL). Band 13, Bautz, Herzberg 1998, ISBN 3-88309-072-7, Sp. 169–176 (Artikel/Artikelanfang im Internet-Archive).